# Bác Ông Quả Nặc
Bác Ông Quả Nặc (giản thể: 博翁果诺; phồn thể: 博翁果諾; 1651 – 1712), còn được chép là Bác Nhĩ Quả Lạc (博爾果洛), Ái Tân Giác La, là một Tông thất của nhà Thanh trong lịch sử Trung Quốc.

## Cuộc đời
Bác Ông Quả Nặc được sinh ra vào giờ Tỵ, ngày 1 tháng 11 (âm lịch) năm Thuận Trị thứ 8 (1651), trong gia tộc Ái Tân Giác La. Ông là con trai thứ hai của Thừa Trạch Dụ Thân vương Thạc Tắc, và là em trai ruột của Trang Tĩnh Thân vương Bác Quả Đạc. Mẹ ông là Đích Phúc tấn Nạp Lan thị (納喇氏). Tháng giêng năm Khang Hi thứ 5 (1666) ông được phong tước Huệ Quận vương (惠郡王), trở thành một nhánh Tiểu tông của Trang vương phủ. Đương thời, người dân thường gọi Bác Quả Đạc là "Đại vương", lại vì Bác Ông Quả Nặc là con thứ hai trong nhà mà xưng ông là "Nhị vương"; ngay cả Huệ Quận vương phủ cũng được gọi là "Trang vương phủ thứ hai".
Năm thứ 11 (1672), tháng 12, ông cùng Dụ Thân vương Phúc Toàn, anh trai Trang Thân vương Bác Quả Đạc và Ôn Quận vương Mãnh Nga nhận mệnh trở thành Nghị chính, vào cung thảo luận chính sự. Năm thứ 23 (1684), tháng 5, vì bất cẩn trong việc cúng tế, ông bị cách tước Quận vương. Năm thứ 51 (1712), ngày 20 tháng 2 (âm lịch), giờ Mẹo, ông qua đời, thọ 62 tuổi. Năm Ung Chính nguyên niên (1723), anh trai ông qua đời mà không có con nối dõi, Ung Chính lệnh Hoàng thập lục tử Dận Lộc quá kế thừa tự Trang vương phủ. Vì niệm tình chi hệ của Thạc Tắc không còn ai thừa tước, nên Ung Chính phong cho Cầu Lâm (球琳) – cháu trai của ông tước vị Bối lặc.

## Gia quyến

### Thê thiếp
- Nguyên phối: Nạp Lan thị (納喇氏), con gái của Đô thống Mục Chiêm (穆詹).
- Kế thất: Trương Giai thị (張佳氏), con gái của Tuần phủ Trương Đắc Đệ (張得第).
- Thứ thiếp: 
  - Thạch thị (石氏), con gái của Thạch Hỗ Tư (石祜滋).
  - Qua Nhĩ Giai thị (瓜爾佳氏), con gái của Khương Gia (姜嘉).
  - Điêu thị (刁氏), con gái của Điêu Ngọc (刁玉).
  - Tôn thị (孫氏), con gái của Tôn Thành (孫成).

### Con trai
1. Giản Hi (簡熹; 1676 – 1677), mẹ là Đích Phúc tấn Nạp Lan thị. Chết yểu.
2. Y Thái (伊泰; 1679 – 1708), mẹ là Kế Phúc tấn Trương Giai thị. Có 2 con trai.
3. Phú Nạp (富納; 1679 – 1716), mẹ là Thứ thiếp Thạch thị. Vô tự.
4. Tích Linh (錫齡; 1680 – 1682), mẹ là Kế Phúc tấn Trương Giai thị. Chết yểu.
5. Phúc Thương (福蒼; 1684 – 1740), mẹ là Kế Phúc tấn Trương Giai thị. Năm 1750 được truy phong làm Bối lặc (貝勒). Có 3 con trai.
6. Tế Thụ (濟綬; 1686 – 1718), mẹ là Kế Phúc tấn Trương Giai thị. Vô tự.
7. Vạn Linh (萬齡; 1687 – 1691), mẹ là Thứ thiếp Qua Nhĩ Giai thị. Chết yểu.

## Tư liệu
- Ngọc điệp. "Ái Tân Giác La Tông phổ".
- Triệu Nhĩ Tốn (1928). Thanh sử cảo.
- Phùng Kỳ Lợi (2006). 寻访京城清王府 [Khám phá vương phủ thời Thanh ở Kinh thành]. Nhà xuất bản Văn hóa Nghệ thuật. ISBN 9787503930331.